# Episodi di Castlevania (prima stagione)
La prima stagione della serie animata Castlevania è stata interamente pubblicata a livello internazionale il 7 luglio 2017 su Netflix.
| nº | Titolo originale | Titolo italiano        | Pubblicazione |
| -- | ---------------- | ---------------------- | ------------- |
| 1  | Witchbottle      | Bottiglia della strega | 7 luglio 2017 |
| 2  | Necropolis       | Necropolis             | 7 luglio 2017 |
| 3  | Labyrinth        | Labirinto              | 7 luglio 2017 |
| 4  | Monument         | Monumento              | 7 luglio 2017 |

## Bottiglia della strega
- Titolo originale: Witchbottle
- Diretto da: Sam Deats
- Scritto da: Warren Ellis

### Trama
Valacchia 1455
Una donna, Lisa di Lupo, si dirige verso un grande castello isolato. Entrando nella imponente magione, la donna fa la conoscenza di un misterioso e tenebroso individuo. Questi non è altri che il leggendario Conte Vlad III Dracula Tepes, il signore dei vampiri e del castello. Con sorpresa di Dracula, Lisa non ha alcuna paura nel trovarsi di fronte all'oscuro essere. La donna spiega di essere andata lì per imparare la vera arte della medicina, stanca che la gente creda alle superstizioni e venga fatto del male a chi cerca solo di aiutare il prossimo. Lisa, in cambio di un aiuto, offre a Dracula di insegnargli le buone maniere che ha perso da tempo, suggerendogli di viaggiare come una persona normale per accorgersi che il mondo intorno a loro sta progressivamente cambiando. Dracula mostra infine il suo laboratorio contenente macchinari e libri di ogni tipo. Lisa, stupita per tutto questo, crede fermamente che in questo modo la gente smetterà di essere ignorante affermando che, grazie a queste infinite conoscenze, Dracula può aiutare le persone più di quanto creda.
Targoviste, Valacchia: 1475
Lisa di Lupo, purtroppo però, viene bruciata al rogo sotto falsa accusa di stregoneria dalla chiesa, dopo il ritrovamento dei suoi strumenti di medicina in laboratorio. Lisa implora Dracula di non vendicarsi su di loro, dicendo che essi non sono consapevoli di quello che stanno facendo e che sono guidati dall'ignoranza. Dracula torna in quel momento dal suo viaggio nella casa dove abitava con Lisa, divenuta sua moglie, ma, con orrore, ciò che ritrova è solo un cumulo di macerie bruciate. Una vecchietta giunta lì poco dopo rivela a Dracula che Lisa è stata arrestata con l'accusa di stregoneria e che ormai è morta sul rogo. Dracula, scioccato per quello che hanno fatto alla propria amata moglie, versa lacrime di sangue e mostra un'espressione demoniaca; tuttavia, come ultimo gesto di umanità, lascia vivere la signora che non ha affatto approvato la condanna di sua moglie, avvertendola di lasciare il paese, per poi scomparire in una colonna di fuoco.
A Targoviste, Lisa ormai è perita in preda alle fiamme. In quello stesso momento il fuoco del rogo divampa enormemente mostrando il volto di Dracula, scioccando e terrorizzando tutti i presenti. Dracula accusa i presenti di avere ucciso sua moglie, e in preda all'odio giura apertamente vendetta, concedendo un anno ai cittadini per pentirsi per quello che hanno fatto, altrimenti sarebbero morti. Nella sua magione Dracula, furente, incomincia a fare progetti per scatenare il suo esercito di demoni dagli inferi. In quel momento, un ragazzo biondo fa il suo ingresso nella sala, obiettando che facendo ciò, Dracula ucciderà gente innocente come Lisa, e che solo chi ha compiuto il misfatto deve essere punito e che se l'esercito infernale fosse stato sguinzagliato non avrebbe più potuto richiamarlo. Dracula, sprezzante, non considera nessuno innocente, poiché nessuno dei presenti si era fatto avanti per aiutare Lisa. Il ragazzo cerca di fermarlo, ma viene aggredito.
Targoviste, Valacchia: 1476
Un anno dopo, l'arcivescovo fa la sua comparsa davanti ai presenti, celebrando il giorno in cui Lisa venne bruciata viva. In quello stesso momento il cielo si oscura e incomincia a piovere sangue, spaventando tutti i presenti. Intanto piccole creature cominciano a cadere dal cielo. Un terremoto improvviso infrange i vetri della chiesa e tutti i preti e l'arcivescovo vengono trafitti mortalmente mentre questa prende fuoco. Il volto infuocato di Dracula compare nel cielo, annunciando che il tempo che avevano gli abitanti della Valacchia è scaduto, condannandoli perché stavano festeggiando il giorno in cui sua moglie è morta. Il castello di Dracula spunta in mezzo alla città e un'orda di demoni esce dalla sue finestre portando il massacro tra gli abitanti che scappano terrorizzati. Dracula ordina infine ai demoni di portare distruzione e morte nelle altre città, intento più che mai a rendere Targoviste una landa in rovina nel nome della sua amata, e che non si fermerà finché tutto non sarà distrutto.

## Necropolis
- Titolo originale: Necropolis
- Diretto da: Sam Deats
- Scritto da: Warren Ellis

### Trama
Trevor Belmont, un cacciatore di demoni caduto in disgrazia per false accuse della chiesa, si trova a bere in una locanda. Uno dei cittadini, in preda al panico, entra in quel momento nella locanda, avvertendo che l'orda oscura di Dracula si sta avvicinando, ma che forse, data la posizione del paese dovrebbe limitarsi a passargli a fianco senza alcuna ripercussione, avvertendo infine che la prossima città che sarà attaccata dai demoni è Greshit. Tuttavia, nessuno si preoccupa, in quanto la città è controllata dalle famiglie nobili più in vista. Belmont, per avere mostrato accidentalmente il suo stemma, viene riconosciuto dagli uomini della locanda, che alla fine lo aggrediscono; benché ubriaco, riesce infine a prevalere, sconfiggendoli. Uscito dalla locanda, in preda ai postumi della sbornia, Trevor Belmont imbocca la strada che lo conduce a Greshit. Privo ormai di provviste, la città è la sua ultima tappa per recuperare le forze, in quanto l'ultima città è lontana sessanta miglia. In quel momento si sentono dei grugniti disumani. Belmont osservando da lontano scopre che un gruppo di demoni gira intorno alle mura della città, dopo avere ucciso alcuni abitanti e preso i corpi dei bambini. Avvicinandosi alla città, Belmont trova l'ingresso bloccato asserragliato da vari oggetti e che i cittadini non possono né uscire né entrare. Ispezionando le mura riesce a passare dallo scarico dei liquami delle latrine. Entrato nella cittadina, Belmont osserva una pila di cadaveri buttati nel canale asciutto della città, che si rilevano tutti gli abitanti uccisi dai demoni, osservando come quelli rimasti a stento cerchino di sopravvivere. Chiedendo informazioni in giro, Belmont scopre che c'è un gruppo di Parlatori nella città e che un misterioso eroe vissuto secoli prima giaccia dormiente sotto le catacombe della città e che al momento giusto si sveglierà per aiutarli. Avvertendo però Belmont di tenere per sé tale segreto, in quanto il nuovo vescovo arrivato a Greshit da poco, non tollera che si parli di questo e che oltre ai demoni di Dracula, che assalgono la città di notte, di giorno si aggirano gli uomini del vescovo, che uccidono brutalmente chi è considerato sospetto. Belmont vede alcuni preti muniti di armi, catturare un parlatore, e si apprestano a ucciderlo, accusandolo di essere uno dei responsabili che ha fatto entrare i demoni in città. Intervenendo riesce infine a salvarlo. Il parlatore lo porta infine alla casa dove si trovano i suoi compagni. Essi si rivelano essere un gruppo di nomadi in continuo movimento che raccolgono informazioni di ogni tipo e donano tali conoscenze alla gente. I Parlatori sono soprattutto capaci di praticare la magia. Nonostante avessero ricevuto ordine di lasciare la città, essi sono rimasti per salvare gli abitanti nonostante essi siano stati convinti che sono i parlatori i veri responsabili di avere mandato i demoni. Ciò è stato un piano del vescovo della città che li ha usati come capro espiatorio. I Parlatori sanno in verità che è stata la chiesa a scatenare l'orda di demoni nella Valacchia, in quanto alcuni di essi assistettero un anno prima alla morte della moglie di Dracula sul rogo. Benché la chiesa cercò di metterli a tacere, essi riuscirono infine a scappare. Il capo dei Parlatori rivela che essi si trovano nella città soprattutto perché sono convinti che sotto di essa ci sia l'eroe addormentato e che con il suo aiuto potranno salvare gli abitanti di Greshit. Uno dei Parlatori è andato alla sua ricerca nelle catacombe, ma non ha però fatto ritorno, chiedendo infine a Trevor di aiutarli. Trevor Belmont, tuttavia non è interessato a questo in quanto la chiesa ha esiliato e distrutto la sua famiglia, facendoli finire nell'onta e nella vergogna. I Parlatori tuttavia sono disposti anche a morire per salvare gli abitanti. Belmont rivela infine che i cittadini, guidati dalla chiesa, presto verranno a ucciderli, accettando infine di andare alla ricerca del parlatore scomparso.

## Labirinto
- Titolo originale: Labyrinth
- Diretto da: Sam Deats
- Scritto da: Warren Ellis

### Trama
Passando per il sepolcro del cimitero cittadino, Trevor si addentra nelle catacombe, trovando una stanza segreta sotto le tombe, Illuminata da un rudimentale impianto elettrico, con la presenza di una misteriosa statua umana. Belmont viene attaccato improvvisamente da un Ciclope che ha il potere di pietrificare le sue vittime col suo occhio, ma che riusce infine ad uccidere e la statua ritorna infine umana, rivelandosi una ragazza nonche il parlatore che era scomparso. La ragazza si presenta come: Sypha Belnades e che era andata alla ricerca del cavaliere addormentato. Ritornati dagli altri Parlatori, l'anziano abbraccia felicemente la nipote. Sypha insiste che bisogna tornare là sotto, in quanto tutto ciò che vi avevano trovato erano ostacoli per impedirle di raggiungere l'eroe. Belmont però riconosce che il ciclope e la tecnologia presenti lì sotto provengono dalla scienza di Dracula. deciso ad andarsene, Belmont viene bloccato dai preti del vescovo che vuole parlargli. Entrato nella chiesa, Belmont incontra l'arcivescovo che si rivela colui che catturò e uccise ingiustamente Lisa di Lupo, la moglie di Dracula condannandola al rogo ritenendola una strega. Il vescovo dà un'ultima occasione a Belmont di lasciare la città prima che cali il sole. In caso contrario avrebbe dato ordine di ucciderlo. Belmont tornato dai Parlatori, avverte il gruppo della totale follia del vescovo che intende farli uccidere dai cittadini nel nome della chiesa credendo fermamente che i demoni così non attaccheranno Greshit. I parlatori però non intendono abbandonare i cittadini innocenti e intendono aprirgli gli occhi prima che essi condannino la loro anime per delle menzogne di uomini bugiardi. Giunto ormai il crepuscolo, i demoni si apprestano ad attaccare la città. Contemporaneamente i cittadini si preparano ad attaccare la casa dei Parlatori. Belmont rimasto dentro cerca far ragionare i cittadini, ingaggiando infine uno scontro con i preti del vescovo, riuscendo infine a scappare.

## Monumento
- Titolo originale: Monument
- Diretto da: Sam Deats
- Scritto da: Warren Ellis

### Trama
Dentro alla chiesa intanto, il vescovo attende la fine dell'esecuzione. In quel momento le porte si aprono, e dalle tenebre compaiono un gruppo di demoni capeggiato da un demone dalla forma lupesca in grado di parlare la lingua umana. Il vescovo cerca di respingerli in quanto essi si trovano in un luogo sacro, ma il demone, replica che la chiesa in cui si trovano è una scatola vuota senza alcuna protezione sacra. Il demone parla al vescovo, dicendogli che il creatore ha abbandonato quel luogo, e che tutto ciò che il vescovo ha fatto nel suo nome, lo ha disgustato e che è colpa sua se il massacro e la rovina sono giunti sulla Terra. Il vescovo sapeva che la moglie di Dracula era una donna innocente, e che ha fatto uccidere per sete di potere.
«Il tuo Dio sa che noi non saremmo qui se tu non ci fossi! È stata tutta colpa tua lo sai vero?» [demone lupesco]
«Lei era una strega!» [Vescovo]
«Menti! Nella casa del tuo Dio!»
Il demone rivela infine al vescovo che essi tengono molto a lui, in quanto è grazie a lui se sono potuti giungere sulla Terra a portare il male. Come ringraziamento il demone bacia il vescovo terrorizzato sbranandolo brutalmente. Intanto Belmont viene circondato dai cittadini, ma in suo soccorso giunge Sypha Belnades, che rivela di sapere usare la magia e lo salva. Il cacciatore di vampiri afferma davanti ai cittadini che i preti sono degli impostori, in quanto essi utilizzano delle armi e che hanno sempre vessato i cittadini alle loro regole, e che i Parlatori erano giunti a Greshit per aiutare gli abitanti accusando apertamente che sono stati i preti insieme al vescovo a scatenare i demoni della Valacchia per avere ucciso una donna innocente: la moglie di Dracula. I cittadini comprendono infine di avere davanti i responsabili della morte dei loro cari e dell'inferno in cui sono finiti, attaccano e uccidono brutalmente i preti, vendicandosi infine per ciò che essi hanno causato. In quel momento i demoni attaccano la città. Belmont riuscendo a calmare gli animi organizza con i cittadini una resistenza per contrastarli. Con l'aiuto di un vero prete riescono a santificare l'acqua del pozzo usandola come arma contro i demoni. Grazie anche all'aiuto dei parlatori in grado di usare la magia, essi riescono infine a sconfiggerli. A causa di un crollo della strada, Belmont e Sypha, cadono infine in una stanza con al centro posizionata una bara. Attivando un meccanismo, la bara si apre rivelandovi all'interno un giovane ragazzo con i capelli lunghi e biondi. Sypha crede fermamente che egli sia l'eroe addormentato e che esso li salverà da Dracula. Belmont però comprende subito che egli è un vampiro e che non è vero che egli sia lì sotto da secoli. Avendo esaminato la struttura, e i meccanismi in funzione egli si trova lì di recente. Il vampiro spiega che è da un anno che egli si trova lì, e che le trappole messi lì non erano per loro, ma per impedire a lui di uscire. Il vampiro si rivela essere Adrian Tepes, meglio noto come Alucard dai valacchiani, e di essere il figlio di Dracula e Lisa di Lupo. Alucard si era rifugiato sotto Greshit per riprendersi dalle ferite inflitte da suo padre, quando tentò di fermarlo dal suo intento di scatenare i demoni per avere perso Lisa, e che è deciso più che mai a fermarlo prima che la sua follia e il suo odio facciano piombare il mondo nel caos totale. Alucard lo vuole fare anche come ultimo desiderio della madre. La profezia dei parlatori si rivela essere infine qualcosa proveniente dal futuro, che spiegava che un cacciatore, una studiosa e un vampiro si sarebbero incontrati per fermare Dracula e il suo esercito di demoni.
Trevor Belmont decide infine di combattere contro le armate di Dracula, aiutato dall'affascinante maga Sypha Belnades e dal vampiro mezzosangue Alucard, il figlio di Dracula e che loro tre insieme riusciranno a fermarlo.